# Дуленко Валентина Сергіївна
Валентина Сергіївна Дуленко (17 лютого 1905 Харків Харківської губернії — 10 червня 1988, Москва) — артистка балету і драми, солістка Харківського державного академічного театру опери та балету ім. М. В. Лисенка (1926—1935), педагог, керівник театральних колективів художньої самодіяльності. Заслужений працівник культури Української РСР (1974).

## Біографія
Народилася в місті Харкові Харківської губернії. Навчалася в Харківській балетній студії Н. А. Тальорі-Дудинської (1917—1919), в Ленінградському хореографічному училищі (1924—1926). Солістка Харківського державного академічного театру опери та балету ім. М. В. Лисенка (1926—1935). Драматична актриса у МХАТі 2-м, Малому Театрі, ЦТКА, Московському театрі сатири (з 1935).
Одночасно вела шефську роботу в колективах художньої самодіяльності Військової академії ім. М. В. Фрунзе, Будинку офіцерів в Лефортово, Московського будинку піонерів. В період Великої Вітчизняної війни неодноразово виїжджала з концертами до військових частин. Після війни — балетмейстер-репетитор Музичного театру ім. К. С. Станіславського і В. І. Немировича-Данченка (1946—1948); керівник театрального колективу художньої самодіяльності ГБЛ, а потім і інших самодіяльних колективів (1949—1967)Одночасно голова Бюро постійно діючого семінару режисерів театральної самодіяльності м Москви і Московської обл. при Всеросійському театральному суспільстві (з 1958); голова художньої ради театрального відділу Московського міського будинку художньої самодіяльності (з 1963). Член художньої ради МГСПС, Центральної комісії по самодіяльному театру СОТ, Бюро режисерської секції МГДХС.